# Maxímetro
Un maxímetro o medidor de demanda es un instrumento de medición eléctrico cuya finalidad es obtener el valor máximo de la potencia eléctrica demandada durante un periodo de tiempo (normalmente el periodo de facturación de una compañía suministradora de energía eléctrica).
En su forma más sencilla, un maxímetro dispone de un vatímetro cuya aguja mueve un marcador. Cuando el indicador retrocede, el rozamiento mantiene al marcador en el punto hasta el que ha sido empujado por la aguja. Cuando se hace la lectura de un maxímetro, su marcador se reinicia, normalmente mediante un imán desde el exterior de la envolvente sellada del aparato.
Los maxímetros electrónicos, normalmente hallan el intervalo de quince minutos en un mes en el que se ha producido la demanda máxima. A menudo también graban las medidas de cada intervalo de quince minutos en un mes.
- Datos: Q6007595

Un maximetro mide el máximo valor de la magnitud que se mide, que se mantiene durante un tiempo (normalmente 15 min) 
No es el valor medio durante los 15 min 
Supongamos que en el periodo de quince minutos, las cargas que tengo son:
3 minutos con 200 kW.
3 minutos con 300 kW.
3 minutos con 100 kW.
3 minutos con 400 kW.
3 minutos con 300 kW.
Potencia media = (200 x 3 + 300 x 3 + 100 x 3 + 400 x 3 + 300 x 3) / 15 = 260 kW
Potencia máxima 100 kW